# Maler des Hochzeitszugs

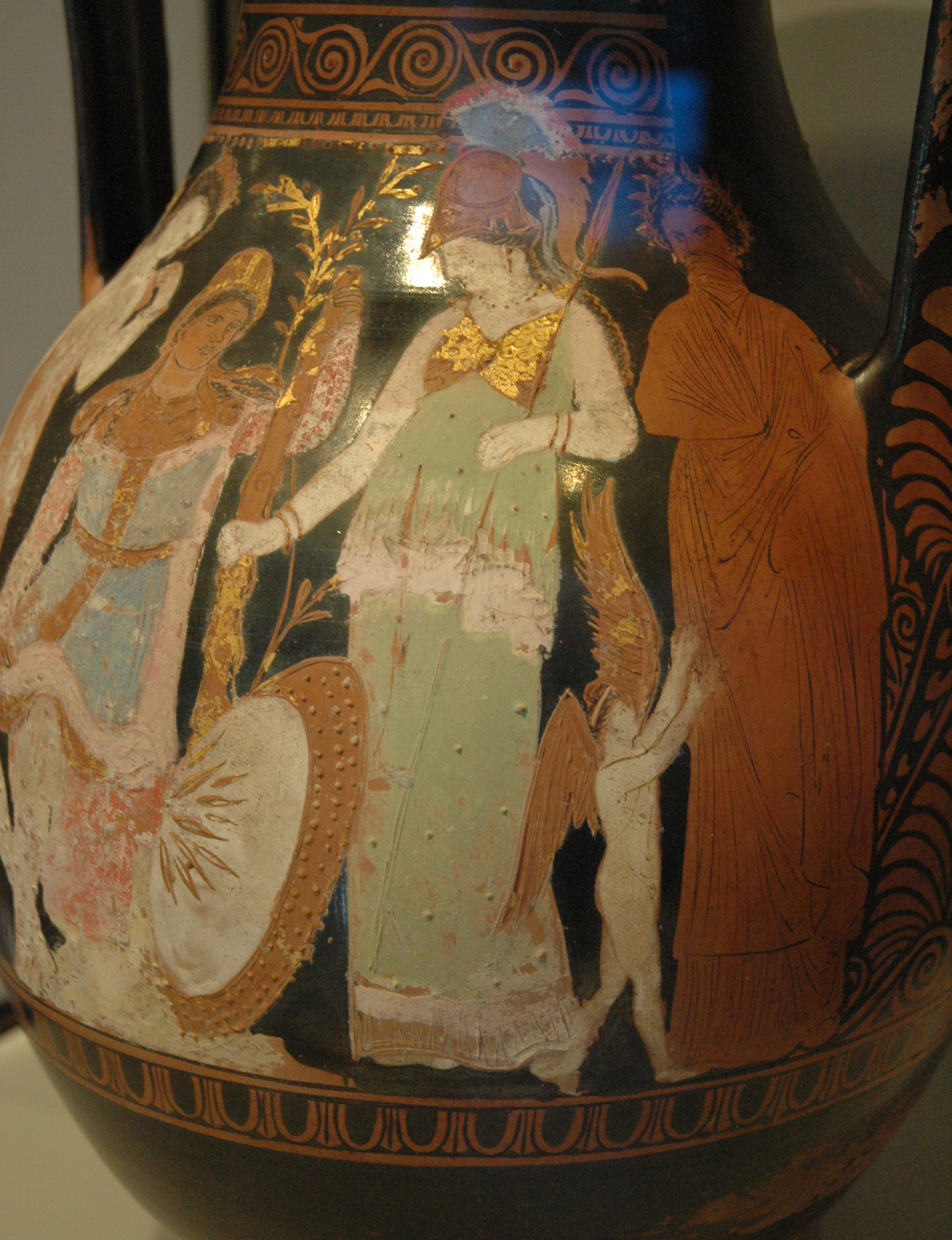
Urteil des Paris auf einer Kertscher Vase (Pelike), um 360 v. Chr., J. Paul Getty Museum

Maler des Hochzeitszugs (Painter of the Wedding Procession, tätig etwa in der Mitte des 4. Jahrhunderts v. Chr. in Athen) ist der Notname eines griechischen Vasenmalers des attisch-rotfigurigen Stils. Er gehört zu den späten Vertretern des rotfigurigen  und ist einer der Meister des sogenannten Kertscher Stils. Er dekorierte überwiegend Hydrien und Lebetes. Daneben bemalte er einmal schwarzfigurige Panathenäische Preisamphoren; seine vom Töpfer Nikodemos signierte Preisamphora im J. Paul Getty Museum in Malibu lässt sich genau in das Jahr 363/362 v. Chr. datieren.

## Ausgewählte Werke
Malibu, J. Paul Getty Museum
- Pelike 83.AE.10
- Preisamphora 93.AE.55

Sankt Petersburg, Eremitage
- KAB 6a Hydria